# Герли Падар
Герли Падар (ест. Gerli Padar, Хаљала, Љаене-Виру, СССР, 6. новембар 1979) је естонска певачица која је представљала Естонију у полуфиналу Песме Евровизије 2007. године с песмом "Partners in Crime" (Сарадници у злочину). Није прошла у финале такмичења.
Сестра је Танела Падара, који је такође представљао Естонију на Песми Евровизије 2001. године и победио.